# Ratusz w Rødovre
Ratusz w Rødovre (duń. Rødovre Rådhus) – modernistyczny ratusz w duńskim mieście Rødovre przy Rødovre Parkvej 150.

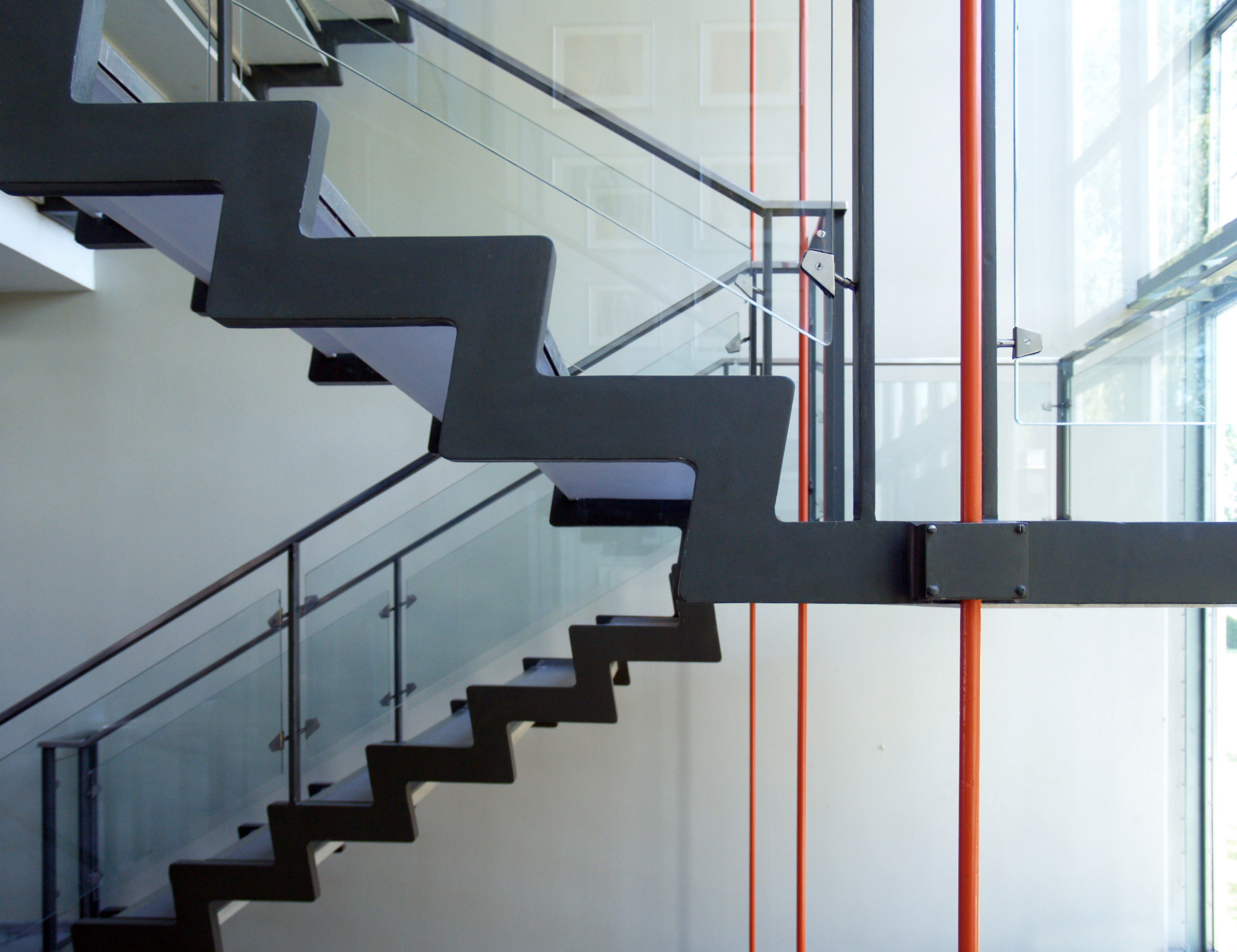
Detal (schody)

Trzykondygnacyjny gmach został wzniesiony w latach 1952–1956 przez Arne Jacobsena. Według Tadeusza Baruckiego stanowi najbardziej charakterystyczne dzieło tego architekta (inspirowanego w tym przypadku ideami Ludwiga Miesa van der Rohe). Rytmiczna, modularna siatka planu organizuje zarówno stronę funkcjonalną obiektu, jak i rysunek fasady oraz układ żelbetowej konstrukcji budynku. Wewnętrzny ciąg par słupów wspierających ratusz pozwala całkowicie ukryć jego konstrukcję za ścianą osłonową fasady, skonstruowaną ze szkła i stali. Elewacja jest doprowadzona do maksymalnej prostoty, a jedynym akcentem plastycznym jest ciemna, kamienna ściana sali zebrań, wystająca ponad lico budynku (podobne okładziny mają ściany szczytowe obiektu). Bryła umieszczona jest na rozległej, zielonej płaszczyźnie trawnika, co potęguje plastyczny wyraz całości.
Budynek znany jest również z centralnej klatki schodowej zwisającej z dachu na pomarańczowo-czerwonych stalowych prętach. Jacobsen pozbawił budynek jakichkolwiek elementów jego zdaniem zbytecznych i doprowadził jego formę do maksymalnej prostoty, którą uważał za wyraz architektury jako sztuki. Według Tadeusza Broniewskiego obiekt charakteryzował się jednak nieco monotonną kratą, ożywianą tylko kolorem, a nocą światłami z wewnątrz. Ratusz w Rødovre był szczytowym wyrazem fascynacji architekta możliwościami stosowania ścian osłonowych (kurtynowych).
Realizacja ukazuje Jacobsenowską sprawność w łączeniu zróżnicowanych materiałów budowlanych: piaskowca, różnorodnego szkła, lakierowanych elementów metalowych i stali nierdzewnej. Dzięki realizacji tego projektu architekt został zaproszony po raz pierwszy do konkursu architektonicznego w Niemczech, po którym brał udział w kolejnych konkursach tego typu w tym kraju.